# سیارک ۲۰۸۱۴
سیارک ۲۰۸۱۴ (به انگلیسی: 20814 Laurajones، نامگذاری:2000SW292) بیست هزار و هشتصد و چهاردهمین سیارک کشف شده‌است که در ۲۷ سپتامبر ۲۰۰۰ کشف شد.
قدر مطلق سیارک برابر ۲۰.۴ است.